# Mickey Hargitay
 (mars 2019).
Si vous disposez d'ouvrages ou d'articles de référence ou si vous connaissez des sites web de qualité traitant du thème abordé ici, merci de compléter l'article en donnant les références utiles à sa vérifiabilité et en les liant à la section « Notes et références ».
Mickey Hargitay, né Miklós Hargitay le 6 janvier 1926 à Budapest, (Hongrie) et mort le 14 septembre 2006 à Los Angeles (États-Unis), est un culturiste et acteur américain d'origine hongroise.

## Biographie
Il arrive aux USA en 1947. Il fut Mister Univers en 1955.
Il a été marié à l'actrice Jayne Mansfield avec qui il eut trois enfants, dont l'actrice américaine Mariska Hargitay.

## Filmographie

### Cinéma
- 1957 : La Blonde explosive (Will Success Spoil Rock Hunter?) de Frank Tashlin : Bobo Branigansky
- 1957 : Meurtres sur la dixième avenue (Slaughter on Tenth Avenue) d'Arnold Laven : Big John
- 1960 : Les Amours d'Hercule (Gli amori di Ercole) de Carlo Ludovico Bragaglia : Hercules
- 1963 : Promises..... Promises! de King Donovan : King Banner
- 1964 : La Vengeance des gladiateurs (La vendetta dei gladiatori) de Luigi Capuano : Fabio
- 1964 : L'Amour primitif (L'amore primitivo) de Luigi Scattini : Hotel Bell Capitaine
- 1965 : Je te tuerai (Uno straniero a Sacramento) de Sergio Bergonzelli : Mike Jordan
- 1965 : Le Shérif ne tire pas (Lo sceriffo che non spara) de José Luis Monter et Renato Polselli : Allan Day
- 1965 : Vierges pour le bourreau (Il boia scarlatto) de Massimo Pupillo : Travis Anderson
- 1966 : Sette donne d'oro contro due 07 de Vincenzo Cascino : Mark Davis
- 1966 : 3 Winchester pour Ringo (Three Graves for a Winchester) d'Emimmo Salvi : Ringo Carson
- 1967 : Deux Pistolets de Chiamango (Cjamango) d'Edoardo Mulargia : Clinton
- 1970 : Avec Ringo arrive le temps du massacre (Giunse Ringo e... fu tempo di massacro) de Mario Pinzauti : Mike Wood
- 1971 : Lady Frankenstein, cette obsédée sexuelle (La figlia di Frankenstein) d'Aureliano Luppi et Mel Welles : capitaine Harris
- 1972 : Au-delà du désir (Delirio caldo) de Renato Polselli : Dr Herbert Lyutak
- 1973 : Riti, magie nere e segrete orge nel trecento de Renato Polselli : Jack Nelson
- 2001 : Szemétdomb de George Pintér :

### Télévision

#### Séries télévisées
- 1968 : Les Mystères de l'Ouest (The Wild Wild West) (saison 4, épisode 7 The Night of the Fugitives de Mike Moder et Gunnar Hellström) : Monk
- 1972 : Cool Million (saison 1, épisode 1 Mask of Marcella de Gene Levitt) : Frederick
- 2003 : New York, unité spéciale (Law and Order: Special Victims Unit) (saison 5, épisode 9 Control de Ted Kotcheff) : le grand-père